# Денис Драгуш
Денис Михај Драгуш (рум. Denis Mihai Drăguș; Букурешт, 6. јул 1999) је румунски фудбалер који тренутно наступа за Газијантеп на позајмици из Стандарда из Лијежа.

## Биографија
Син je румунског фудбалера Михаја Драгуша. Денис је почео да игра фудбал у млађим категоријама Виторул из Констанце. Затим је играо за први тим три године. Потом је прешао у Белгију у клуб Стандард из Лијежа, али пошто није био стандардни првотимац, отишао у септембру 2020. на позајмицу у клуб Кротоне. Од 2023. године је на позајмици у турском Газијантепу.
Играо је за разне омладинске селекције Румуније. За сениорску репрезентацију Румуније је дебитовао 2018. године. Са репрезентацијом је изборио пласман на Европско првенство 2024. године у Немачкој. Постигао је гол у победи над Украјином резултатом 3:0 у првом мечу шампионата, што је допринело првој победи Румуније на такмичењу у последње 24 године.

## Успеси
Виторул Констанца
- Куп Румуније: 2018/19.
- Суперкуп Румуније: 2019.